# Чианграй (провинция)
Чианграй (тайск. เชียงราย) — самая северная из 77 провинций Таиланда. Граничит с провинциями Таиланда Пхаяу, Лампанг и Чиангмай, а на севере — с Мьянмой и Лаосом.
Население — 1 157 302 человек (2010), проживающих на территории 11 678,4 км². Административный центр — город Чианграй. Провинция разделена на 18 ампхое.

## Климат
Климат провинции более суровый, чем в остальных частях страны. В горных районах зимой могут быть, хотя и редко, даже заморозки. Кроме того, провинция входит в район «золотого треугольника».
| Показатель           | Янв. | Фев. | Март | Апр. | Май   | Июнь  | Июль  | Авг.  | Сен.  | Окт.  | Нояб. | Дек. | Год    |
| -------------------- | ---- | ---- | ---- | ---- | ----- | ----- | ----- | ----- | ----- | ----- | ----- | ---- | ------ |
| Средний максимум, °C | 27,6 | 30,9 | 33,5 | 34,9 | 33,2  | 31,7  | 30,9  | 30,6  | 30,6  | 29,8  | 28,2  | 26,5 | 30,7   |
| Средний минимум, °C  | 11,9 | 12,9 | 15,9 | 19,7 | 22,0  | 22,9  | 22,8  | 22,6  | 22,0  | 20,3  | 17,0  | 12,8 | 18,6   |
| Норма осадков, мм    | 12,2 | 7,8  | 19,1 | 89,8 | 203,9 | 211,2 | 308,2 | 385,4 | 268,4 | 142,4 | 60,5  | 24,6 | 1733,5 |

## Административное деление
Провинция подразделяется на 18 районов (ампхе), которые, в свою очередь, состоят из 124 подрайонов (тамбон) и 1510 поселений (мубан).
| 1. Mueang Chiang Rai 2. Wiang Chai 3. Chiang Khong 4. Thoeng 5. Phan 6. Pa Daet 7. Mae Chan 8. Chiang Saen 9. Mae Sai | 1. Mae Suai 2. Wiang Pa Pao 3. Phaya Mengrai 4. Wiang Kaen 5. Khun Tan 6. Mae Fa Luang 7. Mae Lao 8. Wiang Chiang Rung 9. Doi Luang |